# Otomys sloggetti
Otomys sloggetti är en däggdjursart som beskrevs av Thomas 1902. Otomys sloggetti ingår i släktet Otomys och familjen råttdjur. IUCN kategoriserar arten globalt som livskraftig. Inga underarter finns listade i Catalogue of Life.

## Utseende
Denna gnagare blir 93 till 170 mm lång (huvud och bål) och svanslängen är 47 till 87 mm. Den har rödbrun till gråbrun päls på ovansidan, ljusare kroppssidor och ljusbrun till vitaktig päls vid buken. Kännetecknande är rostfärgade till gula ställen vid nosen och bakom öronen. Kroppen är robust byggd med korta extremiteter, ett avrundat huvud och runda öron. På svansens ovansida finns svart päls medan undersidan är ljusbrun. Framtänderna har en ränna på framsidan men i underkäken är rännan otydlig.

## Utbredning och habitat
Arten förekommer i Sydafrika och Lesotho. Den lever vanligen i bergstrakter mellan 2000 och 2500 meter över havet. Sällan når den regioner som ligger 1500 meter över havet. Habitatet utgörs av bergsängar som ibland kännetecknas av klippor.

## Ekologi
Otomys sloggetti solbadar ofta på snötäckta berg och därför är ett av de engelska trivialnamnen "ice rat". Den gräver bon i jorden bland klippor och stenar. Arten äter blommor, blad, stjälkar och andra gröna växtdelar. Den skapar dessutom ett förråd i boet. Under extrema väderförhållanden stannar gnagaren i boet. I boet kan upp till 16 individer leva tillsammans och ibland ligger flera bon nära varandra vad som liknar en koloni. Dräktigheten varar ungefär 38 dagar och sedan föder honan mellan oktober och mars en eller två ungar. Cirka fem veckor efter födelsen syns ungarna för första gången utanför boet.
Individerna söker vanligen ensam efter föda och de blir aggressiva när två individer vill plocka samma växt. I boet sitter gnagarna ofta tät intill varandra för att spara värme och där är de sällan stridslystna.
Otomys sloggetti jagas av manguster, ugglor och olika rovfåglar.